# 玛尔戈·法雷尔
玛尔戈·法雷尔（法語：Margaux Farrell，1990年8月22日—），法国女子游泳运动员。她曾代表法国参加2012年夏季奥林匹克运动会游泳比赛，获得女子4×200米自由泳接力铜牌。